# Brumptomyia brumpti
Brumptomyia brumpti är en tvåvingeart som först beskrevs av Larrousse F. 1920.  Brumptomyia brumpti ingår i släktet Brumptomyia och familjen fjärilsmyggor. Inga underarter finns listade i Catalogue of Life.